# E-meter

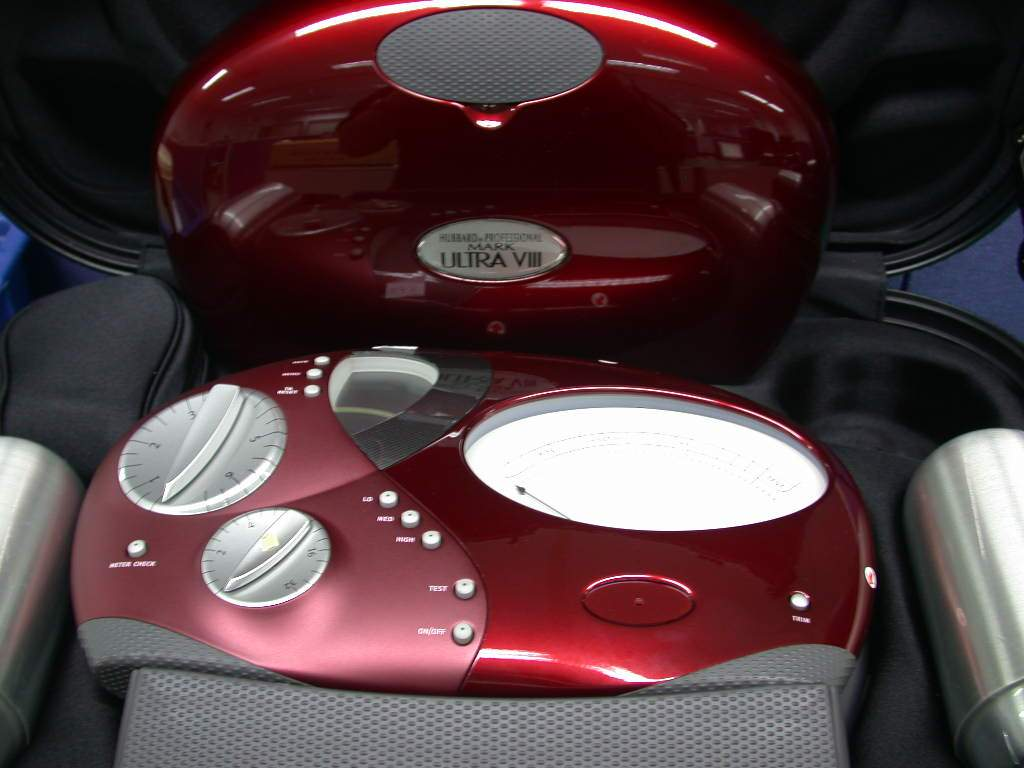
Mark VIII E-Meter, introducerad 2013.

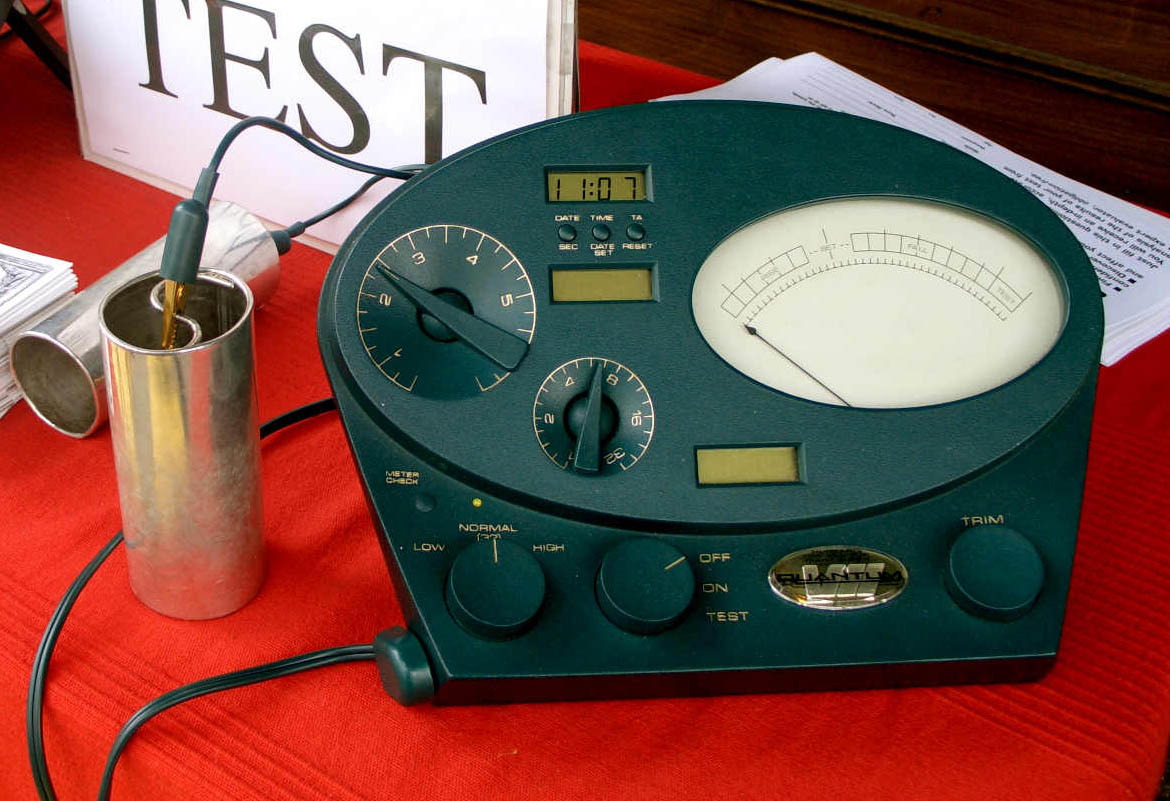
Mark Super VII Quantum E-meter. Till vänster de två elektroderna.

E-meter är en apparat som används inom scientologirörelsen. Namnet är en förkortning av Electro-psychometer, även kallad Hubbard Electrometer. Den saknar vetenskaplig funktion, utan används enbart som en religiös betydelse i scientologirörelsen. 

## Historik
Ursprungligen utvecklades e-metern av kiropraktorn Volney Mathison och såldes som ett hjälpmedel för psykoterapi och psykoanalys. Den anammades sedan av Hubbard inom scientologin under 1950-talet. Hubbard fick patent på sin "Hubbard Electrometer" 1966. E-metern har sedan dess genomgått en rad uppdateringar. Modellen Mark Super VII består av bl.a. en VLSI från 1980-talet och en Intel 8051, 8-bitars mikroprocessor. Enligt en prislista från 2009 kostade en Mark Super VII Quantum €4 130 eller £3 700. I november 2013 lanserades en ny modell, Mark Ultra VIII.
I början av 1960-talet var amerikanska Food and Drug Administration oroliga att scientologerna använde e-metern för att bedriva sjukvård utan licens. Över hundra apparater beslagtogs 1963 i Washington, D.C. då scientologerna anklagades för att falskeligen hävda att e-metern effektivt används för att bota många olika sjukdomar. En domstol fastslog att e-metern inte har någon medicinsk funktion och domaren instruerade scientologerna att bara använda den för religiösa ändamål och att förse dem med en varningstext som informerar om att den inte är användbar för att diagnostisera, förebygga eller bota några sjukdomar.

## Funktion
E-metern är en enkel apparat vars funktion liknar lögndetektorns. Man håller en elektrod i vardera handen och apparaten låter en svag, ström på någon tiondels milliampere gå genom kroppen. Förändring av resistansen, till exempel genom att man håller elektroderna olika hårt eller att hudens fuktighet förändras, påverkar strömmens storlek vilket visas på en mätare eller liknande. Scientologerna menar att E-metern mäter "mentala tillstånd", "förändringar i individer", "känslomässiga reaktioner" genom små elektriska impulser genererade av tankar, samt att strömmen påverkas av "mentala massor, bilder, kretsar och maskinerier", Det påstås att användaren, genom att tänka, flyttar runt mental energi och massa. Något vetenskapligt underlag för detta finns dock inte.
E-metern används inom scientologin vid en "auditering", men enligt scientologerna inte med syftet att upptäcka om en person ljuger. Man hävdar att då personen som auditeras gör motstånd mot innehållet medför en ökning av resistansen i sinnet, och auditören måste då öka strömmen något. Med hjälp av olika reaktioner på en mätartavla med nål kan auditören då guida en sökande genom sessionen.